# Clearinghouse
Een clearinghouse of clearing house is een organisatie die actief is in clearing (en soms ook settlement). Dit betekent dat de organisatie zorg draagt voor een veilige afwikkeling van transacties tussen twee andere partijen. Het kan hierbij gaan om betaaltransacties, maar ook om transacties in financiële instrumenten. Voornaamste doel van clearing is het verkleinen van het settlementrisico.
Het clearinghouse zorgt voor de administratie van transacties, saldeert deze, houdt margeverplichtingen bij en garandeert de uiteindelijke betaling en levering van stukken zoals overeengekomen in de transactie.
Clearing houses zijn actief op de verschillende gebieden van clearing. Equens (voorheen Interpay) is als clearing house actief op het gebied van Binnenlands betalingsverkeer. 
Clearing houses die actief zijn in de afwikkeling van effecten- en derivatentransacties (en andere financiële instrumenten) worden centrale tegenpartij of central counterparty (CCP) genoemd. Bekende CCP's zijn LCH.Clearnet en EuroCCP.
Een ander voorbeeld is Trans Link Systems (TLS). Deze joint venture van vijf grote Nederlandse openbaarvervoerbedrijven (Connexxion, GVB, HTM, NS en RET) verrekent de opbrengsten uit de OV-chipkaart.
In de Energiemarkt beheert EDSN (Energie Data Service Nederland) - voorheen het ECH (Energie Clearing House)- sinds de liberalisering van de markt de aansluitingen van gas en elektriciteit in Nederland. Als een klant dus bijvoorbeeld overstapt van Essent naar Eneco wordt de 'knop' omgezet door EDSN.